# Sibbaldia compacta
Sibbaldia compacta är en rosväxtart som först beskrevs av Smith och Cave, och fick sitt nu gällande namn av B.K. Dixit och G. Panigrahi. Sibbaldia compacta ingår i släktet dvärgfingerörter, och familjen rosväxter. Inga underarter finns listade i Catalogue of Life.